# 中島村
中島村（なかじまむら）は、福島県中通り南部に位置し、西白河郡に属する村。

## 地理
- 河川:阿武隈川、泉川

### 隣接している自治体
- 白河市
- 西白河郡矢吹町
- 西白河郡泉崎村
- 石川郡石川町

## 歴史
阿武隈川西側沿いには、古代の東山道が通じ賑わっていた。

### 平安時代 - 戦国時代
平安時代末期から、陸奥石川氏の治める地となり、石川有光の子奈目津光房（滑津）（従五位下石見守）が奈目津（滑津）館を築いた。松崎には松崎館を築き、石川氏の支配体制を強固にしていった。滑津館（城）は、文安元年（1444年）には白河結城氏家臣の舟尾昌忠が城主であったが、後に佐竹氏配下となり天正18年（1590年）伊達政宗に攻められ落城した。吉子川地区は、隣接する各勢力の争いによって支配者が度々変わった。

### 江戸時代
幕末には白河藩領、越後高田藩領、幕府領に分かれていた。戊辰戦争時は、現在白河市との境にある刈敷坂から、新政府軍が旧幕府軍を追って北側に向かって砲撃したとされている。

### 近代・現代
- 1874年（明治7年） - 滑津小学校、川原田小学校（現・吉子川小学校）が創立。
- 1889年（明治22年） - 吉岡村・二子塚村・川原田村が合併し、吉子川村となる。松崎村と滑津村が合併し、滑津村となる。
- 1952年（昭和27年）5月1日 - 滑津・吉子川組合立中学校（現・中島村立中島中学校）創立。
- 1955年（昭和30年）1月1日 - 滑津村、吉子川村が合併し、中島村となる。
- 1962年（昭和37年） - 農村青年研修所建設。
- 1963年（昭和38年） - 役場庁舎建設。
- 1964年（昭和39年） - 中島村商工会設立。
- 1966年（昭和41年） - 県営ほ場整備完成。
- 1968年（昭和43年） - 中島警察官駐在所発足。
- 1969年（昭和44年） - 小中学校給食開始。
- 1970年（昭和45年） - 農集電話開通。
- 1971年（昭和46年） - 中島村章制定。中島村立中島幼稚園開園。
- 1972年（昭和47年） - 中央公民館開館。
- 1974年（昭和49年） - 滑津稚蚕共同飼育所完成。
- 1975年（昭和50年） - 村指定文化財に「汗かき地蔵」「御霊神社大杉」を指定[1]。
- 1977年（昭和52年） - 村内水道（営農飲雑用水）整備開始。村の木「あか松」、村の花「さつき」決定。
- 1980年（昭和55年） - 農村環境改善センター開館。村営プールオープン。宅地造成事業で44区画整備（原山地区）。
- 1982年（昭和57年） - 県営土地改良総合整備事業中島地区着手（田畑輪換等水田汎用化対策）。
- 1983年（昭和58年） - 「善通寺しだれ桜」を「福島県緑の文化財」に登録[2]。
- 1986年（昭和61年） - 「中島村史」発刊。社会福祉協議会発足。
- 1987年（昭和62年） - 吉子川小学校、マーチングバンド・バトントワリング全国大会出場（於日本武道館）。勤労者体育センター（現・中島村体育センター）開館。情報無線放送開始。
- 1988年（昭和63年） - 中島村緑化生垣整備補助事業開始。
- 1990年（平成2年） - 合併三十五周年記念'90中島ふるさとまつり開催。シルバー人材センター発足。県営土地改良総合整備事業中島地区完了。
- 1991年（平成3年） - 村民憲章制定。
- 1993年（平成5年） - 浦原ニュータウン完成。中島村記念樹交付事業開始。
- 1994年（平成6年） - 総合福祉センター「ふれあいの郷」開館。東京なかじま会設立。
- 1995年（平成7年） - 中島村立中島保育所開所。
- 1996年（平成8年） - 第1回中島村いきいきフェスタ開催。
- 1997年（平成9年） - 「童里夢公園なかじま」開園。小室哲哉が園内にからくり時計「ヨカッペ時計」を寄贈（後述）。中島村農村総合整備緊急防災事業着手。
- 1998年（平成10年） - 中島村コミュニティセンター完成。中島幼稚園が優良幼年消防クラブとして自治体消防制度五十周年全国大会で表彰。
- 2000年（平成12年） - 童里夢公園内に売店「トマト館童里夢」が開店。ヨカッペ時計キャラクター人形の名前決定 「トマトの童ちゃん」「キュウちゃん」「モロちゃん」。
- 2001年（平成13年） - 集落排水事業全村完成。
- 2002年（平成14年） - 役場庁舎増改築。
- 2003年（平成15年） - 中島村保健センター完成。放課後児童クラブ開所。
- 2005年（平成17年） - 中島幼稚園園舎新築し、移転。
- 2006年（平成18年） - 吉子川小学校マーチングバンド 第35回マーチングバンド・バトントワリング東北大会推薦、第25回全日本小学校バンドフェスティバル東北大会推薦。
- 2007年（平成19年） - 吉子川小学校マーチングバンド 第36回マーチングバンド・バトントワリング東北大会推薦。
- 2008年（平成20年） - 吉子川小学校マーチングバンド 第37回マーチングバンド・バトントワリング東北大会推薦（仙台市グランディ21スーパーアリーナ）、第27回全日本小学校バンドフェスティバル東北大会・第21回全日本マーチングコンテスト東北大会推薦（山形県総合運動公園体育館）。第27回全日本小学校バンドフェスティバル【銀賞】（幕張メッセ）。
- 2009年（平成21年） - 吉子川小学校マーチングバンド 第38回マーチングバンド・バトントワリング東北大会推薦。
- 2011年（平成23年） - 東日本大震災及び福島第一原子力発電所事故。四穂田古墳から、古墳時代の鉄製甲「短甲」が東北で初めて（日本最北）出土。
- 2014年（平成26年） - 7月27日開催のいきいきフェスタinなかじま2014 17thにて中島村マスコットキャラクター「なかじぞうさん」が発表。
- 2015年（平成27年） - 童里夢公園内にあった「トマト館童里夢」が改装され、「なかじま産直館KIRASSHE」が開店。
- 2017年（平成29年） - 中島幼稚園無料化。中島村児童館「輝らキッズ」開館（放課後児童クラブ兼用）。

### 村域の変遷
- 変遷の年表

| 中島村村域の変遷（年表） | 中島村村域の変遷（年表） | 中島村村域の変遷（年表）                                                                                     |
| 年                       | 月日                     | 現中島村村域に関連する行政区域変遷                                                                           |
| ------------------------ | ------------------------ | --- |
| 1889年（明治22年）       | 4月1日                   | 町村制施行に伴い、以下の村がそれぞれ発足。 - 吉子川村 ← 川原田村・二子塚村・吉岡村 - 滑津村 ← 滑津村・松崎村 |
| 1955年（昭和30年）       | 1月1日                   | 滑津村は吉子川村と合併し中島村が発足。                                                                       |
| 1970年（昭和45年）       |                          | 中島村の一部（滑津の一部）は石川郡石川町に編入。                                                             |

- 変遷表

| 中島村村域の変遷表 | 中島村村域の変遷表    | 中島村村域の変遷表  | 中島村村域の変遷表 | 中島村村域の変遷表    | 中島村村域の変遷表 | 中島村村域の変遷表 |
| 1868年 以前        | 1868年 以前           | 明治元年 - 明治22年 | 明治22年 4月1日    | 明治22年 - 昭和64年   | 平成元年 - 現在    | 現在               |
| ------------------ | --------------------- | ------------------- | ------------------ | --------------------- | ------------------ | ------------------ |
|                    | 初原村                | 初原村              | 吉子川村           | 昭和30年1月1日 中島村 | 中島村             | 中島村             |
|                    | 二子塚村              | 明治9年 二子塚村    | 吉子川村           | 昭和30年1月1日 中島村 | 中島村             | 中島村             |
|                    | 二子塚新田村          | 明治9年 二子塚村    | 吉子川村           | 昭和30年1月1日 中島村 | 中島村             | 中島村             |
|                    | 吉岡村                |                     | 吉子川村           | 昭和30年1月1日 中島村 | 中島村             | 中島村             |
|                    | 松崎村                | 松崎村              | 滑津村             | 昭和30年1月1日 中島村 | 中島村             | 中島村             |
|                    | 滑津村                |                     | 滑津村             | 昭和30年1月1日 中島村 | 中島村             | 中島村             |
|                    | 昭和45年 石川町に編入 | 石川町              | 滑津村             | 石川町                |                    |                    |

## 統計データ

### 人口
| 中島村（に相当する地域）の人口の推移 \| 1970年（昭和45年） \| 4,438人 \| \| \| 1975年（昭和50年） \| 4,344人 \| \| \| 1980年（昭和55年） \| 4,448人 \| \| \| 1985年（昭和60年） \| 4,681人 \| \| \| 1990年（平成2年） \| 4,885人 \| \| \| 1995年（平成7年） \| 5,128人 \| \| \| 2000年（平成12年） \| 5,274人 \| \| \| 2005年（平成17年） \| 5,174人 \| \| \| 2010年（平成22年） \| 5,154人 \| \| \| 2015年（平成27年） \| 5,001人 \| \| \| 2020年（令和2年） \| 4,885人 \| \| |         |  |
| 総務省統計局 国勢調査より |         |  |
| 1970年（昭和45年） | 4,438人 |  |
| 1975年（昭和50年） | 4,344人 |  |
| 1980年（昭和55年） | 4,448人 |  |
| 1985年（昭和60年） | 4,681人 |  |
| 1990年（平成2年） | 4,885人 |  |
| 1995年（平成7年） | 5,128人 |  |
| 2000年（平成12年） | 5,274人 |  |
| 2005年（平成17年） | 5,174人 |  |
| 2010年（平成22年） | 5,154人 |  |
| 2015年（平成27年） | 5,001人 |  |
| 2020年（令和2年） | 4,885人 |  |

| 年代                      | 1975年  | 1980年  | 1985年  | 1990年  | 1995年  | 2000年  | 2005年  |
| ------------------------- | ------- | ------- | ------- | ------- | ------- | ------- | ------- |
| 総人口（A）               | 4,344人 | 4,448人 | 4,681人 | 4,885人 | 5,128人 | 5,274人 | 5,174人 |
| 年少（15歳未満）人口（B） | 997人   | 1,012人 | 1,112人 | 1,161人 | 1,121人 | 993人   | 884人   |
| 年少人口率（B/A）         | 23.0%   | 22.8%   | 23.8%   | 23.8%   | 21.9%   | 18.8%   | 17.1%   |
| 高齢（65歳以上）人口（C） | 473人   | 544人   | 595人   | 694人   | 879人   | 1,012人 | 1,089人 |
| 高齢人口率（C/A）         | 10.9%   | 12.2%   | 12.7%   | 14.2%   | 17.1%   | 19.2%   | 21.0%   |

出典
1. 総務庁統計局『昭和55年国勢調査解説シリーズNO.2 都道府県の人口 その7 福島県の人口』総務庁統計局、1982年 他。

### 現在の村勢
- 総人口 - 5,419人（2007年8月1日）
- 世帯数 - 1,401世帯（2007年8月1日）
- 年少人口率 - 16.85%（2007年4月1日）
- 高齢（65歳以上）人口率 - 21.0%（2005年）
- 昼間人口 - 4,537人（2005年）
- 労働力人口 - 2,830人（2005年）
- 第1次産業就業者数 - 504人（2005年）
- 第2次産業就業者数 - 1,065人（2005年）
- 第3次産業就業者数 - 1,067人（2005年）
- 農業産出額 - 2,820百万円（2004年）
- 製造品出荷額等 - 16,416百万円（2004年）
- 商業年間商品販売額 - 3,018百万円（2003年）

年少人口率は県下トップである。
出典
1. 中島村役場・住民生活課『広報なかじま』平成19年9月号
2. 総務省統計局『統計で見る市区町村のすがた2007』2007年
3. 福島県ウェブサイト『ふくしま統計情報BOX』2007年9月28日現在

## 行政
- 村長：加藤幸一（2010年9月19日就任、4期目）

### 歴代の村長
村長は1期4年。
| 代 | 氏名         | 就任          | 退任          | 備考            |
| 1  | 水野谷和重   | 1955年3月21日 | 1959年1月25日 | 1期             |
| 2  | 小室隆       | 1959年1月25日 | 1971年1月21日 | 3期             |
| 3  | 天倉昇       | 1971年1月21日 | 1975年1月21日 | 1期             |
| 4  | 吉田直義     | 1975年1月21日 | 1979年1月21日 | 1期             |
| 5  | 水野谷忠一   | 1979年1月21日 | 1991年1月21日 | 3期             |
| 6  | 水野谷重太郎 | 1991年1月21日 | 1995年1月21日 | 1期             |
| 7  | 小室康彦     | 1995年1月21日 | 2010年8月4日  | 4期目途中で死去 |
| 8  | 加藤幸一     | 2010年9月19日 | （現職）      |                 |

## 教育

### 中学校
- 中島村立中島中学校

### 小学校
- 中島村立滑津小学校
- 中島村立吉子川小学校

### 幼稚園・保育所
- 中島村立中島幼稚園
- 中島村立中島保育所

## 公共施設

### 公園

#### 都市公園
- 童里夢公園なかじま

#### 地区公園
- 浦原ふれあい公園
- マイタウン公園
- 原山分譲地公園
- 背戸原西公園

#### 農村公園
- 二子塚集落農村公園
- 松崎集落農村公園
- 代畑集落農村公園
- 小針集落農村公園
- 岡の内集落農村公園
- 元村第1集落農村公園
- 川原田集落農村公園
- 町畑集落農村公園

### 社会教育
- 中島村生涯学習センター輝ら里（中島村公民館）
- 中島村農村環境改善センター
  - 農村環境改善センター
  - プール
  - テニスコート
  - グランド
  - 児童遊園地
  - 洋式庭園
- 中島村体育センター

### 集会場
- 川原田ふれあいセンター
- 二子塚ふれあいセンター
- 松崎ふれあいセンター
- 大泉坊ふれあいセンター

### 福祉・保健
- 中島村総合福祉センター「ふれあいの郷」
  - 地域福祉センター
  - ディ・サービスセンター
  - 屋内ゲートボール場
  - ふれあい公園
  - 在宅介護支援センター
- 中島村保健センター
- 中島村学校給食センター

### 地域経済団体
- 中島村商工会

### その他
- 中島村コミュニティーセンター
- 中島村転作促進技術研修センター

## 交通

### 空港
最寄りの空港は福島空港。車で約30分。空港と村を直接結ぶ公共交通はない。

### 鉄道
中島村には鉄道が通っていないため、最寄の駅を挙げる。
東日本旅客鉄道（JR東日本）
- 東北新幹線：新白河駅（車で約30分）
- 東北本線：泉崎駅、矢吹駅（ともに車で15 - 20分）
- 水郡線：磐城石川駅、野木沢駅（ともに車で15 - 20分）

### 路線バス
- 福島交通（白河〜石川線） - 白河市と石川町の間で村の南端部を通るが、村内にある停留所は「向久保」「柏原」の2か所のみ。
  - 新白河駅東口 - 白河駅前 - 向久保 - 柏原 - 石川駅前 - 石川営業所

上記以外に村内では路線バスが通っていない。ほかに乗合タクシー「中島ふれあいタクシー」が運行されているが、村民のみ利用可能であり登録制・予約制である。このため外部から公共交通機関で村中心部へアクセスすることができない。

### 道路
高速道路及び国道は村内を通っていない。
- 高速道路

最寄インターチェンジ：あぶくま高原道路矢吹中央インターチェンジ
- 一般国道

近くを走る一般国道：国道4号、国道118号
- 主要地方道
  - 福島県道11号白河石川線（御斉所街道）
  - 福島県道44号棚倉矢吹線（茨城街道）
  - 福島県道75号塙泉崎線
- 一般県道
  - 福島県道137号泉崎石川線
  - 福島県道139号母畑白河線

## 名所・旧跡・観光スポット・祭事・催事
- 滑津舘跡 - 陸奥石川氏二代、石川有光の子光房（従五位下石見守）の築城。
- 奥州汗かき地蔵尊 - 災害が起こると汗をかいて村民に知らせるという言い伝え。
- 善通寺
- なかじま輝ら×2まつり（11月）
- ヨカッペ時計（童里夢公園なかじま内）- 音楽プロデューサー小室哲哉の祖父が中島村出身という縁から、1997年（平成9年）、童里夢公園なかじまに「ヨカッペ音頭」（「奥州汗かき地蔵」に奉納される伝承太鼓の音調を小室がアレンジ）が流れるカラクリ時計が寄贈された。
- 鷹の図

## 中島村に関係する有名人
- 小室早弥香（中島村出身、フリーアナウンサー）
- 小室哲哉（祖父が中島村出身、音楽プロデューサー）
- 高木満理子（中島村在住、口笛演奏家） - 国際口笛大会優勝